# Championnats d'Europe de badminton 1984
Navigation
Böblingen 1982 Uppsala 1986
Les championnats d'Europe de badminton 1984, neuvième édition des championnats d'Europe de badminton, ont lieu du 8 au 14 avril 1984 à Preston, au Royaume-Uni.

## Médaillés
| Épreuve       | Or                            | Argent                             | Bronze                                |
| ------------- | ----------------------------- | ---------------------------------- | ------------------------------------- |
| Simple hommes | Morten Frost                  | Jens Peter Nierhoff                | Steve Baddeley                        |
| Simple hommes | Morten Frost                  | Jens Peter Nierhoff                | Goran Karlsson                        |
| Simple dames  | Helen Troke                   | Sally Podger                       | Karen Beckman                         |
| Simple dames  | Helen Troke                   | Sally Podger                       | Kirsten Larsen                        |
| Double hommes | Martin Dew / Mike Tredgett    | Morten Frost / Jens Peter Nierhoff | Billy Gilliland / Dan Travers         |
| Double hommes | Martin Dew / Mike Tredgett    | Morten Frost / Jens Peter Nierhoff | Lars Wengberg / Ulf Johansson         |
| Double dames  | Gillian Clark / Karen Chapman | Gillian Gilks / Karen Beckman      | Dorte Kjær / Kirsten Larsen           |
| Double dames  | Gillian Clark / Karen Chapman | Gillian Gilks / Karen Beckman      | Maria Bengtsson / Christine Magnusson |
| Double mixte  | Martin Dew / Gillian Gilks    | Thomas Kihlström / Maria Bengtsson | Nigel Tier / Gillian Clark            |
| Double mixte  | Martin Dew / Gillian Gilks    | Thomas Kihlström / Maria Bengtsson | Mike Tredgett / Karen Chapman         |
| Par équipes   | Angleterre                    | Danemark                           | Suède                                 |

## Tableau des médailles
| Rang | Pays       | Médaille d'or | Médaille d'argent | Médaille de bronze | Total |
| ---- | ---------- | ------------- | ----------------- | ------------------ | ----- |
| 1    | Angleterre | 5             | 2                 | 4                  | 11    |
| 2    | Danemark   | 1             | 3                 | 2                  | 6     |
| 3    | Suède      | 0             | 1                 | 4                  | 5     |
| 4    | Écosse     | 0             | 0                 | 1                  | 1     |